# Sean McNamara (personnage)
Pour les articles homonymes, voir Sean McNamara et McNamara.
Sean McNamara (né le 24 avril 1964) est l'un des personnages principaux de la série télévisée Nip/Tuck, interprété par Dylan Walsh.
Cet as de la chirurgie plastique est le codirecteur de sa clinique avec son ami Christian Troy. Son personnage est décrit comme un homme et un père aimant, avec des principes bien affirmés, mais il se retrouve souvent confronté à des questions d'éthique dans son travail, et se compare régulièrement à son ami Christian et à son train de vie rythmé par la débauche.
Au début de la série, sa situation familiale - et tout particulièrement sa relation avec sa femme Julia McNamara - vole en mille morceaux, ce qui remet en question toute sa vie. Dans la Saison 1, il trompe d'ailleurs sa femme avec Megan O'Hara, une patiente atteinte d'un cancer du sein à qui il reconstruit la poitrine. À l'annonce de la récidive de son cancer, Megan préfère mettre fin à ses jours plutôt que de subir la chimiothérapie. Lors de son enterrement, Julia réalise enfin pourquoi le décès de cette patiente affecte autant Sean, ce qui fragilise davantage leur mariage. Pendant ce temps-là, Sean et Christian doivent faire face à un trafiquant de drogues Escobar Gallardo qui ne cesse de les menacer et de menacer la sécurité de leur cabinet médical.
Malgré tout ça, Sean et Julia travaillent dur pour sauver ce qu'il reste de leur union, et malgré leurs efforts, ceux-ci sont ruinés lorsque Sean apprend que leur fils Matt McNamara est en réalité le fils biologique de son ami Christian Troy. Sean parvient à pardonner son collègue, mais ne peut en faire autant pour Julia, et se décide donc à se séparer de sa femme. Pendant ce temps-là, Sean tente de protéger son fils Matt contre la prédatrice Ava Moore, et finit par lui avouer qu'elle est en réalité un transsexuel, ce qui entraînera Matt dans une longue descente aux enfers.
Sean McNamara intervient auprès des victimes du tueur en série et du violeur nommé « le Découpeur » en réparant leurs visages taillés en « sourire de l'ange ». Cependant, il finira lui-même par être attaqué par le tueur, qui ne le blessera que très légèrement en lui entaillant la joue. Lorsque Christian se fait lui-même attaquer et violer par le Découpeur, Sean cesse peu à peu son activité de chirurgien et embauche Quentin Costa comme partenaire à la clinique McNamara / Troy. Leur rivalité se fera de plus en plus forte, surtout lorsque Quentin affichera ouvertement sa relation avec Julia McNamara.
Sa relation avec Julia ne cesse de se dégrader, et celle-ci finit par demander un divorce officiel avant de travailler en partenariat avec Gina à la direction d'un SPA. Julia tente ainsi de devenir indépendante et de montrer à Sean qu'elle peut vivre sans lui et être plus qu'une simple femme au foyer.
Après les crimes du Découpeur et à la suite d'une opération désastreuse, Sean quitte la clinique et trouve un emploi au sein du programme de protection des témoins, grâce auquel il rencontre une mère et son fils. Cependant, lorsqu'il se retrouvera confronté à faire un choix entre sa vie passée et sa nouvelle vie dans l'anonymat, il choisira Christian et sa famille et reviendra travailler à McNamara / Troy.
Plus tard, on apprendra que Sean souffrait d’une fente labio-palatine ; et la naissance de son fils Connor, atteint d’ectrodactylie, le replongera dans les mêmes dilemmes familiaux qu’il avait déjà traversés avec ses parents.